# Sergio Bonelli
Sergio Bonelli (Milano, 2. prosinca 1932. – Monza, 26. rujna 2011.), bio je talijanski autor stripova i izdavač.
Njegov otac Gian Luigi Bonelli bio je tvorac talijanskog strip junaka Texa Willera. Godine 1957. Sergio je naslijedio očevu izdavačku kuću Edizioni Araldo, kasnije poznatu kao Sergio Bonelli Editore, a četiri godine kasnije osmislio je, zajedno s crtačem Gallienom Ferrijem, lik legendarnog Zagora, Duha sa sjekirom, čije je epizode potpisivao pod pseudonimom Guido Nolitta. Istovremeno, nastavio je raditi i na izdanjima Texa Willera.
Godine 1975. stvorio je lik američkog pilota Mister Noa, a radio je i na Dylanu Dogu. Bio je predsjednik uprave Sergio Bonneli Editore.